# Comté de Montfort-L'Amaury
Le comté de Montfort-L'Amaury est un ancien comté français.

## Histoire
Le château de Montfort-l'Amaury, situé à l'extrémité nord-ouest de la région boisée de l'Iveline.
Le comté de Montfort est rattaché au duché de Bretagne en 1294.